# TUI Airways
TUI Airways Limited, frequentemente denominata TUI, è una compagnia aerea britannica, che effettua voli di linea e charter dal Regno Unito e dalla Repubblica d'Irlanda verso destinazioni in Europa, Africa, Asia e Nord America.
Nel 2019 TUI Airways è diventata la maggiore società mondiale nei charter, trasportando 11,8 milioni di passeggeri. È anche la quarta del Regno Unito per numero di passeggeri totali trasportati, dopo EasyJet, British Airways e Jet2.com.

## Storia

### Eredità lontana
TUI Airways trae origine da diverse società, un tempo anche rivali. Euravia (ribattezzata Britannia Airways nel dicembre 1964), fondata nel gennaio 1962. Orion Airways, fondata nel 1979 da Horizon Holidays e successivamente di proprietà della grande azienda di birra Bass Brewery e di InterContinental Hotels Group, venduta e amalgamata con Britannia Airways nel 1989. Questa integrò le due attività sotto il nome Thomsonfly nel maggio 2002, anche se la fusione completa avvenne nel 2005.

### Le fusioni
Altre novità erano in atto nel mondo del turismo: le divisioni viaggi di Thomson Travel Group e di First Choice Holidays si amalgamarono nel settembre 2007. Di conseguenza le aerolinee controllate - rispettivamente Thomsonfly e First Choice Airways - si fusero assieme il 1º novembre 2008 adottando la denominazione Thomson Airways Ltd. Con il nuovo nome fu mantenuta la combinazione di colori caratteristici di Thomsonfly. Una nuova livrea, denominata "Dynamic Wave" (applicata anche sulle navi Thomson Cruises), fu adottata nel maggio 2012. Ma il processo non era ancora terminato perché il capo-fila Thomson Travel Group fu acquistato dalla potente TUI AG tedesca nell'ambito di una più ampia riorganizzazione delle operazioni nel Regno Unito.

Thomson Airways è stata la prima aerolinea britannica a prendere in consegna il Boeing 787, ricevendo il primo esemplare nel maggio 2013. I servizi passeggeri iniziarono il 21 giugno 2013 con un volo tra Londra-Gatwick e Minorca. Sempre nel 2013, il gruppo madre TUI Travel, ora noto come TUI Group, ordinava ben 70 Boeing 737 MAX.

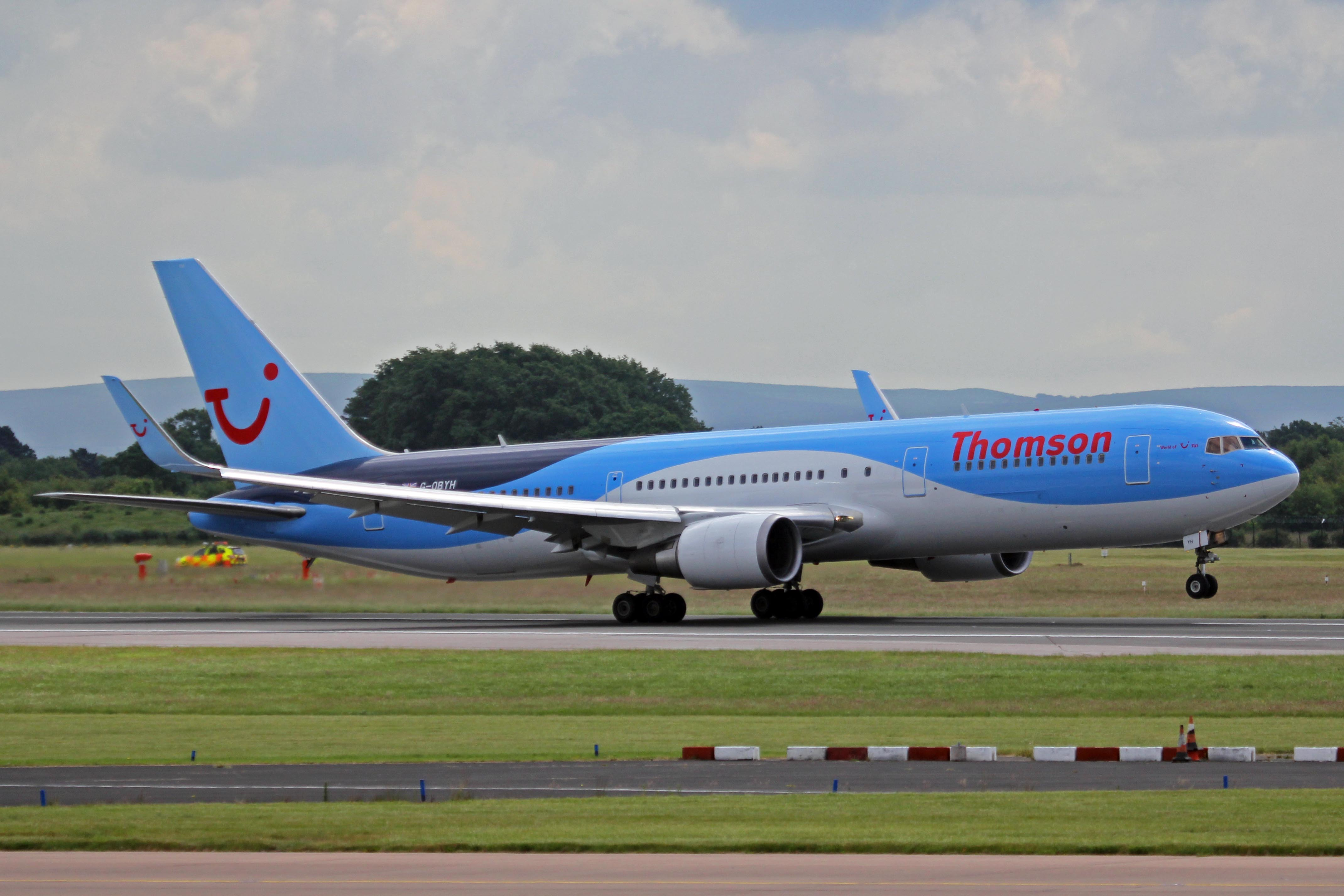
Un Boeing 767 nella livrea "Dynamic Wave".

### Rebranding

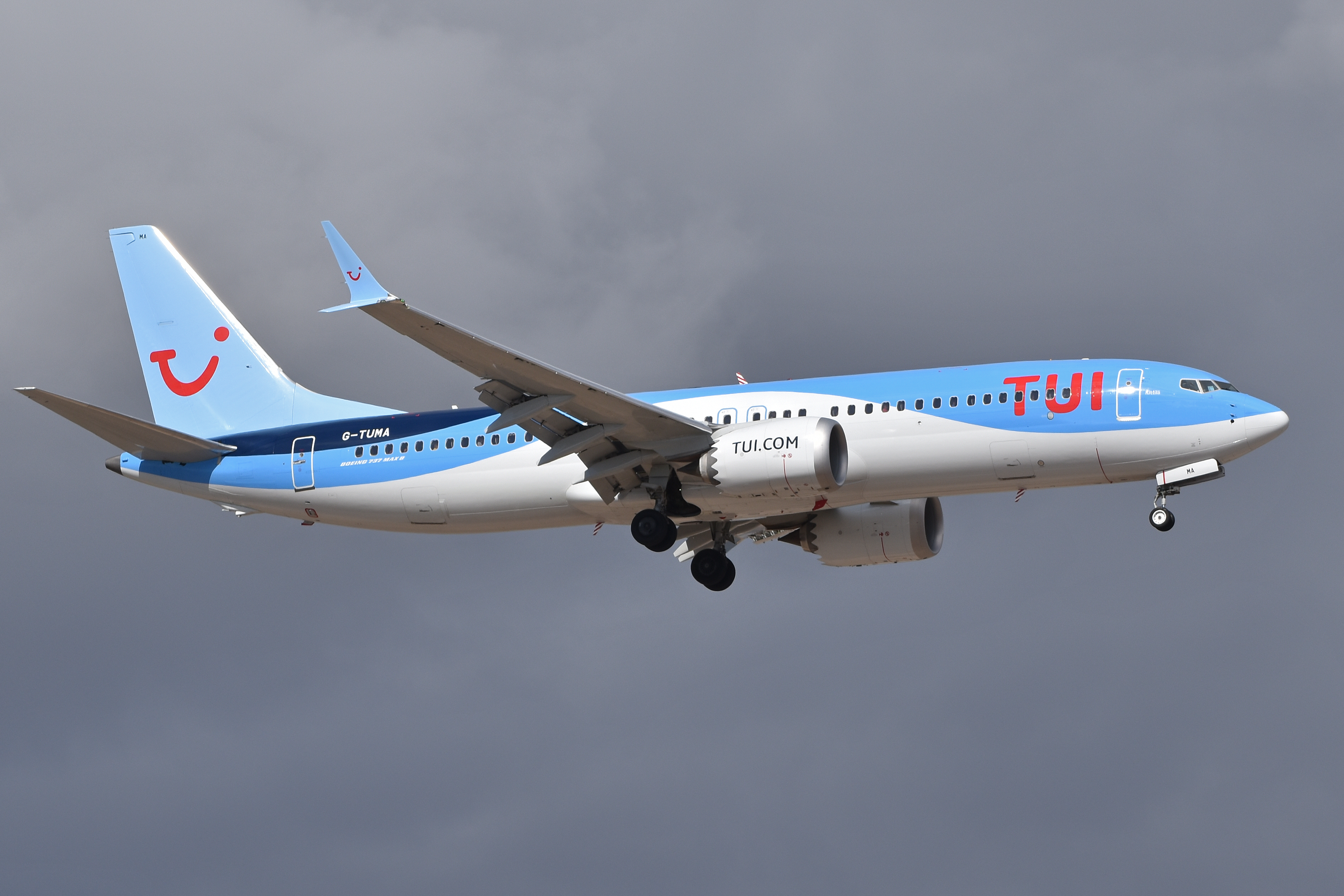
Un Boeing 737 MAX 8.

Il 13 maggio 2015 il Gruppo TUI annunciava che tutte e cinque le sussidiarie (le altre quattro erano TUI Airlines Belgium, TUI Airlines Nederland, TUI fly e TUIfly Nordic) sarebbero state ribattezzate semplicemente TUI, pur mantenendo il certificato di operatore aereo separato, un processo che avrebbe richiesto oltre tre anni per essere completato. TUI Airways è stata l'ultima componente ad essere aggiornata nell'autunno 2017, ma il rebranding era iniziato a metà 2016, con l'aggiunta dei titoli "TUI" sugli aerei. L'indicativo di chiamata "TOMSON" fu abbandonato e sostituito con "TUI AIR" e poi cambiato di nuovo in "TOMJET".
La maggior parte degli aerei fu contrassegnata semplicemente con la sigla "TUI" e gli articoli a bordo come bicchieri e tovaglioli ricevettero il nuovo marchio. Thomson Airways cambiò ufficialmente la ragione sociale in TUI Airways il 2 ottobre 2017. Nel Regno Unito la società è anche conosciuta come "TUI Airlines". La consociata TUI UK (ex Thomson Holidays) ha smesso di utilizzare il marchio "Thomson", adottando quello nuovo il 18 ottobre 2017.

## Flotta

### Flotta attuale

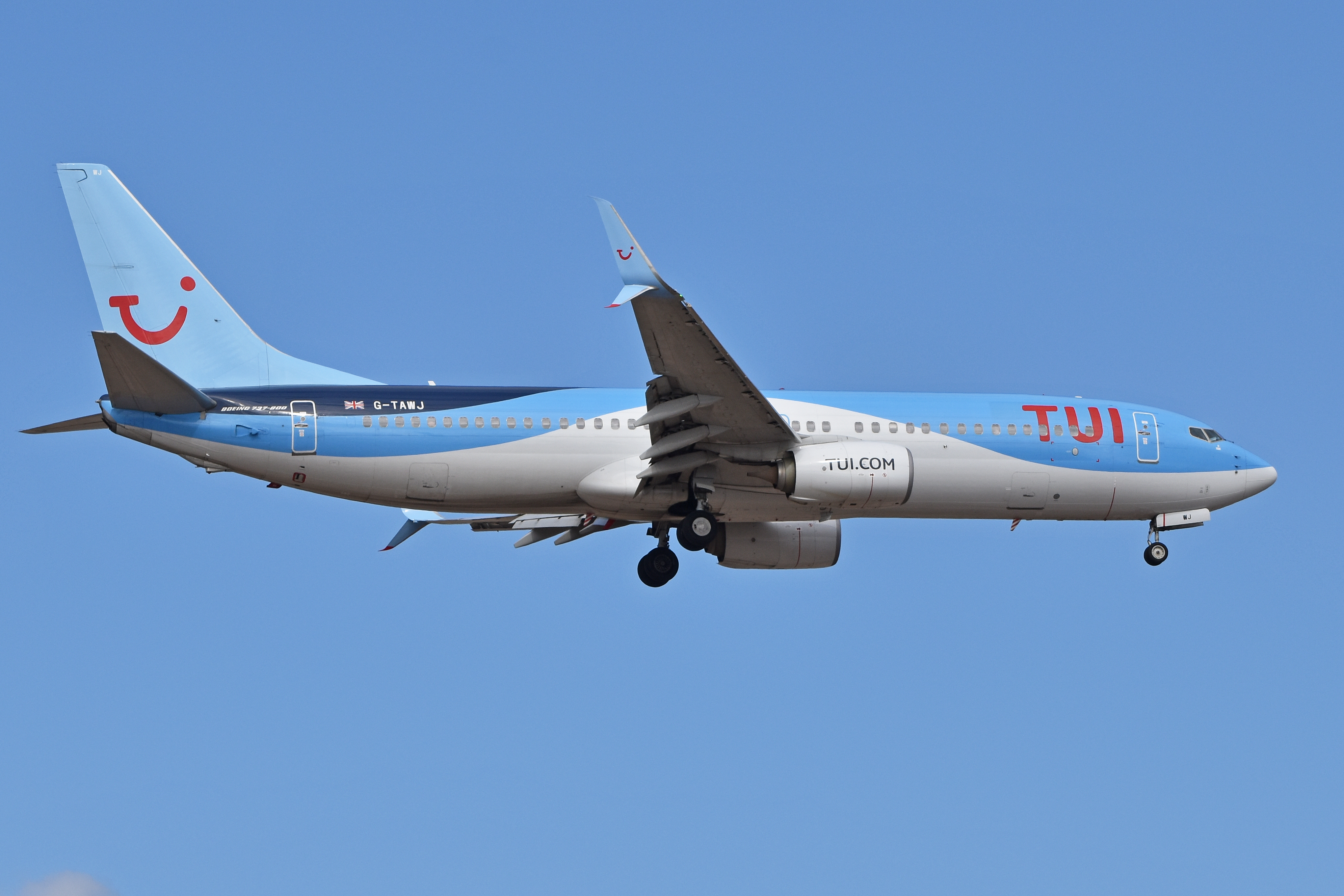
Un Boeing 737-800.

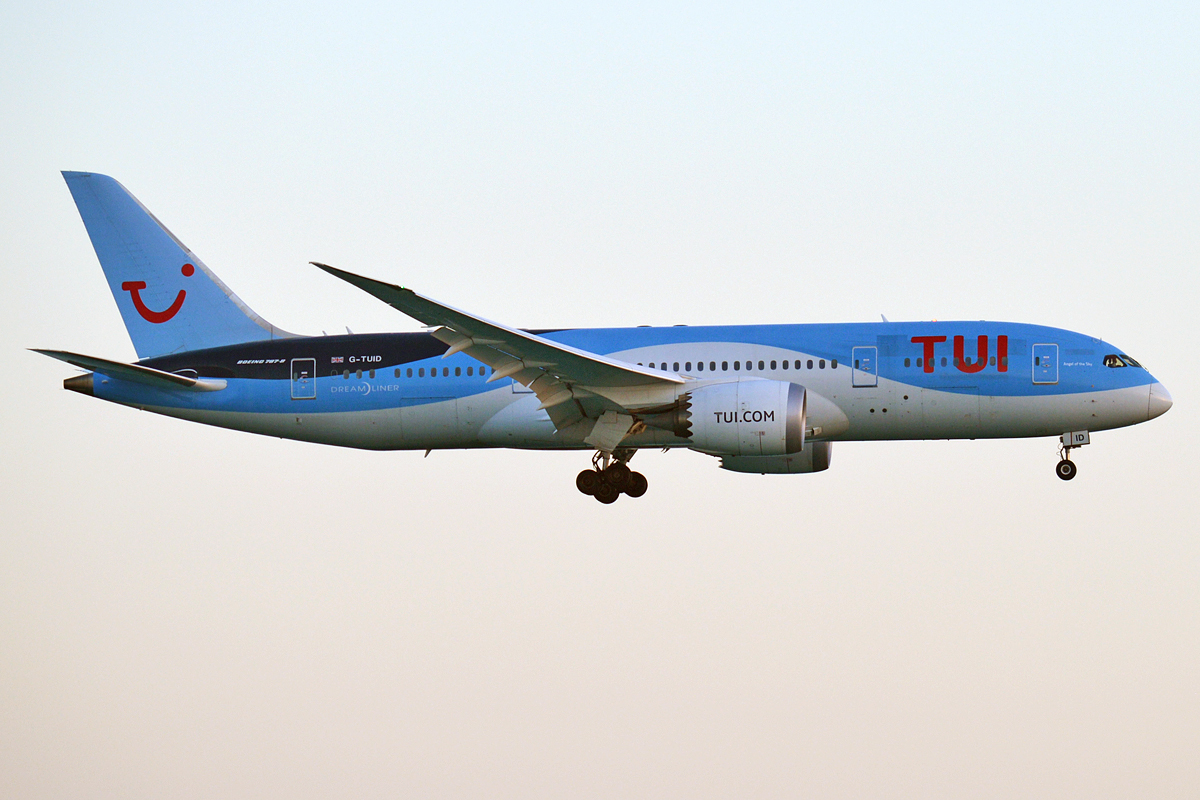
Un Boeing 787-8.

Ad ottobre 2024 la flotta di TUI Airways era così composta:

### Flotta storica

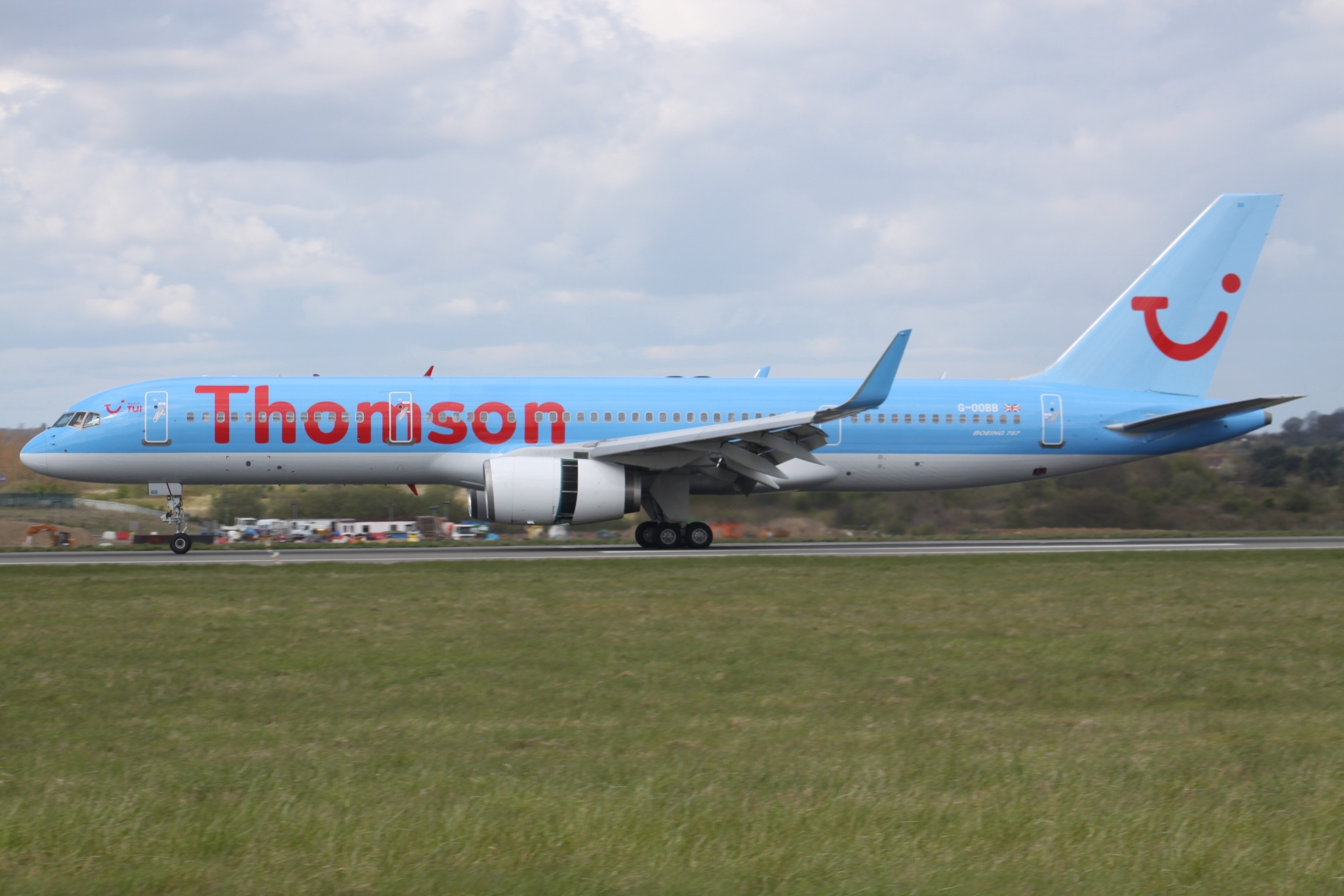
Un Boeing 757-200.

Nel corso degli anni, TUI Airways ha operato anche con i seguenti tipi di aerei: